# Onager (Waffe)

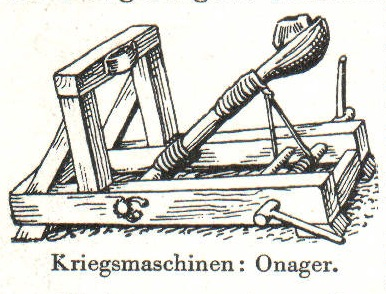
Skizze eines römischen Onagers

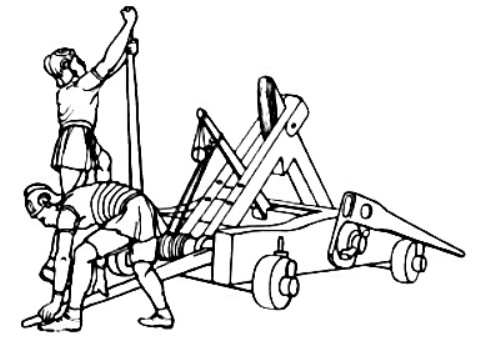
Skizze eines römischen Onagers

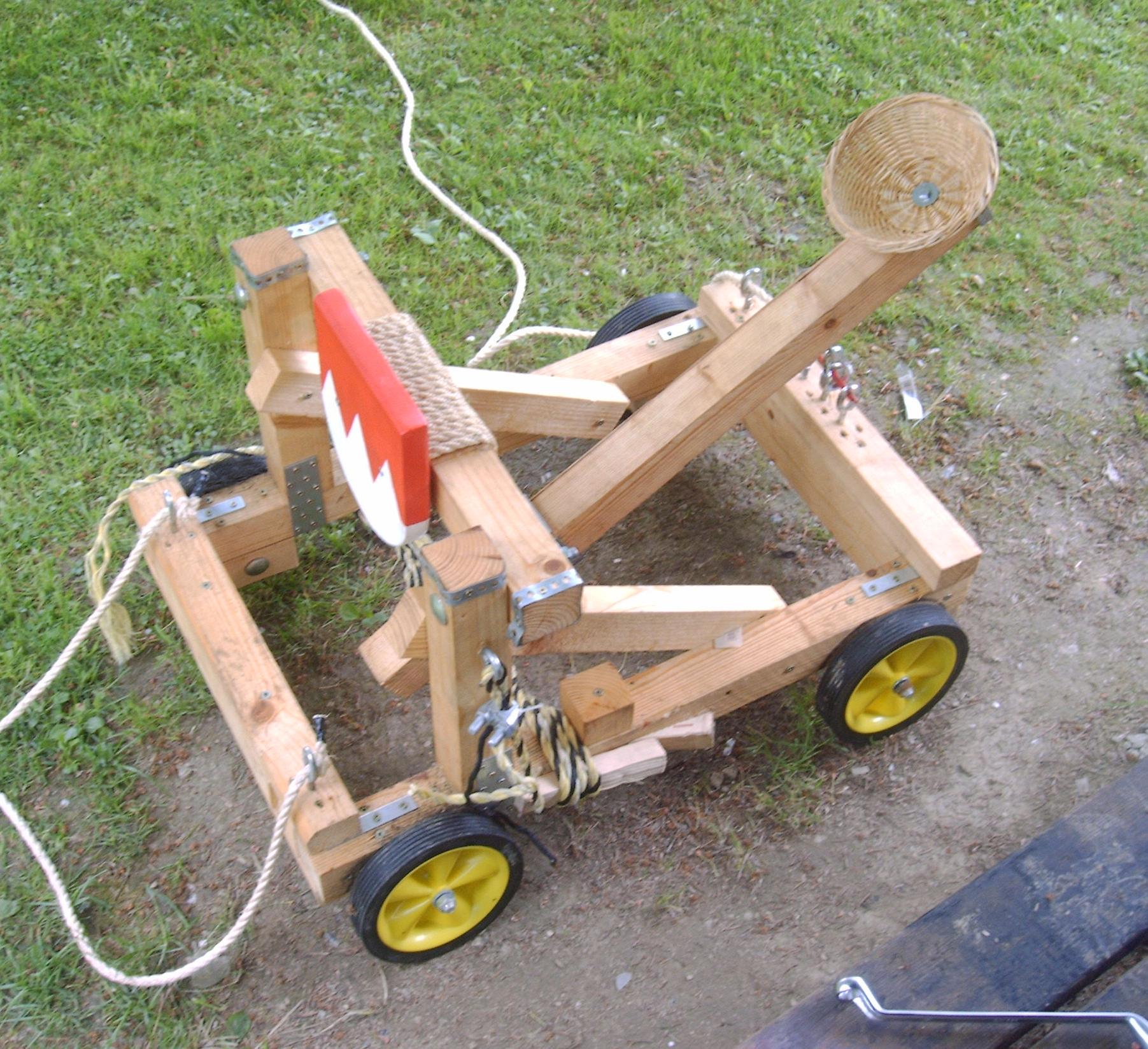
Ein improvisierter Spielzeug-Nachbau eines Onagers, (80 cm × 50 cm groß)

Der Onager ist eine Bezeichnung für ein spätantikes Katapult.

## Beschreibung
Der Wurfarm wurde in einem verdrehten Seilbündel (Torsionsgeschütz) gelagert und über einen Seilzug gespannt. Die Seilbündel erfüllten hierbei die Funktion einer Feder und sorgten für die zum Werfen nötige Energie. Am Ende des Wurfarmes wurden in einer Art Schale ein oder mehrere Wurfgeschosse geladen und durch das Lösen einer Sperre weggeschleudert. Die Geschosse konnten 100 bis 350 m weit geschleudert werden, je nach Länge des Wurfarms.
Der Onager besaß zwei horizontale Hauptbalken, die durch Querhölzer und Spannseile miteinander verbunden waren. Sie wurden an den Seiten von einer Winde fixiert. Gespannt wurde mit Unterlegscheiben und Stangen. Um den Spannarm, der sich zwischen den beiden Hauptbalken befand, am Ende seiner Schwingbahn zu stoppen, war ein Kissen am Onager angebracht, das sich zwischen den beiden Querhölzern befand und die kinetische Energie des Wurfarmes abfing. Der Spann- bzw. Wurfarm wurde mittels einer Winde gespannt. Anschließend wurde das Wurfgeschoss in einen Löffel oder eine Schlinge am Ende des Wurfarms gelegt. Ein Seilzug der Winde war mit dem Wurfarm verbunden und ein Bolzen fixierte ihn. Beim Wurfeinsatz wurde der Bolzen losgeschlagen. Große Steinblöcke wurden gegen feindliche Festungen verschossen, mehrere kleinere Projektile auf einmal (Schrapnellprinzip) eher gegen feindliche Truppenansammlungen. Gegen feindliche Städte wurden auch Brandsätze und Tierkadaver (als eine frühe Form der Biowaffen) als Munition verwendet. Die beim Abbremsen des Wurfarms entstehende Gegenkraft setzte auch das Katapult in Bewegung, das dabei mit dem hinteren Ende nach oben wippte wie ein mit den Hufen ausschlagender Wildesel („Onager“). Durch diese springende Bewegung konnte der Onager nicht auf Mauern, Wehrgängen, schmalen Erderhebungen etc. verwendet werden. Onager waren schwerfällig zu bedienen und besaßen ein recht großes Gewicht. Sie konnten nicht rasch in neue Positionen gebracht werden.
In der römischen Kaiserzeit wurde der Onager, auf einem mit zwei Ochsen bespannten Wagen transportiert, auch als Feldwurfgeschütz verwendet. Jede Legion führte (neben 55 Karrenballisten) zehn Onager mit.